# 沢すみれ
沢 すみれ（さわ すみれ、1995年〈平成7年〉1月15日 - ）は、日本のモデル、タレント、レースクイーンである。
北海道出身。元アイズ所属。

## 経歴
2017年、DUNLOP「DIREZZA Cheers」としてレースクイーンデビュー。SUPER GTとD1グランプリの2カテゴリーで活動。2018年はSUPER GT「SUBARU BRZ GALS“BREEZE”」として活動する。
2019年1月、レースクイーンチーム「MFGエンジェルス2019」へ加入し、グラビアモデルとしても活動。同年と2020年の2年連続で「RAYBRIGレースクイーン」として同じ事務所の相沢菜々子とコンビを組んだが、同年度限りでRAYBRIGブランドの廃止が発表されたため、25年続いたRAYBRIGレースクイーンはこの2人が最後となった。
2021年と2022年の2年連続で、サーキット・アテンダント「ARTA GALS」に参加。この関係でARTA主宰のオートバックスセブンがスポンサーを務める『JEGT GRAND PRIX』のイベントMCを務め、2022年1月15日の東京オートサロンで行われたTEAM BATTLE（団体戦）グランドファイナルにも出演した。その後、同年限りでアイズを退所した。
2023年12月には、体力的なことを主な理由に挙げ、ARTA GALSを卒業した。

## 人物
- 趣味は動物に遊んでもらう、ゲーム[2]。
- 特技はFPSのスナイパーライフルでの遠距離射撃[2]。
- レースクイーンになったきっかけは、高校生からアルバイトを経験していくうち、可愛い制服姿で働きたいという意識が芽生えたことであり、イベントコンパニオンにたどり着くまでは居酒屋やバーで働いていた[14]。しかし、レースクイーンの最初のオーディションでは水着を忘れてきてしまい、あきらめて帰ろうと謝った際の所作を「武士みたい」と称えられて厚意で水着を貸してもらえた結果、そこのチーム (DUNLOP) にてデビューに至った[14][15]。ただ、それまではレースクイーンがどういう仕事なのかまったく知らなかったうえ、苦手な写真を最初の取材時に撮られるとは思っていなかったという[15]。

## 活動

### レースクイーン
| 年            | カテゴリー            | チーム名                                      | 他メンバー                                               |
| ------------- | --------------------- | --------------------------------------------- | -------------------------------------------------------- |
| 2017年        | SUPER GT D1グランプリ | DUNLOP DIREZZA Cheers                         | 平咲夏加                                                 |
| 2018年        | SUPER GT              | SUBARU BRZ R&D SPORT SUBARU BRZ GALS "BREEZE" | 宮本あかり、野田桃加、綾瀬まお                           |
| 2019年 2020年 | SUPER GT              | TEAM KUNIMITSU RAYBRIGレースクイーン          | 相沢菜々子                                               |
| 2021年        | SUPER GT              | ARTA GALS                                     | 綾瀬まお、神尾美月、はらことは、藤澤響花、真木しおり     |
| 2022年        | SUPER GT              | ARTA GALS                                     | 神尾美月、はらことは、真木しおり、桜田莉奈、御子柴かな   |
| 2023年        | SUPER GT              | ARTA GALS                                     | はらことは、真木しおり、今井みどり、木村理恵、藤井マリー |

### イベント出演
- 川崎競馬「おみくじ馬券小町」（2017年 - ）[17]
- 東京ゲームショウ2017「CAPCOM」
- 東京モーターショー2017「Data System」（石橋あこと共演[18]）
- 東京オートサロン2018「DUNLOP」[注 3]
- 東京オートサロン2019「MFゴースト」MFGエンジェルス
- ドラッグストアショー2019「ダリヤ」
- AnimeJapan2019「日本工学院専門学校・東京工科大学」
- 東京オートサロン2022「JEGT GRAND PRIX 2021 Series TEAM BATTLE（団体戦）グランドファイナル」イベントMC[12]

### 雑誌
- 三栄「GOLF TODAY」GTバーディーズ（2018年 - 2019年）[1]

### 電子書籍
沢すみれ 名義
- 週プレ PHOTO BOOK「スマイルクイーン」（2018年5月、集英社、撮影:唐木貴央）
- 沢すみれ写真集「パーフェクトスマイル」（2018年10月、集英社、撮影:唐木貴央
- 沢すみれ写真集「ビューティフル・スマイル」（2019年7月、集英社、撮影:唐木貴央）

MFGエンジェルス2019 名義
- ヤンマガデジタル写真集「エンジェルス、箱根に行く!」（2019年5月、講談社、撮影:唐木貴央）

### ビデオゲーム
- 龍が如く7 光と闇の行方（2020年1月16日、セガゲームス） - 浪漫製作所工場長・沢すみれ 役[19]